# Ультраструктура

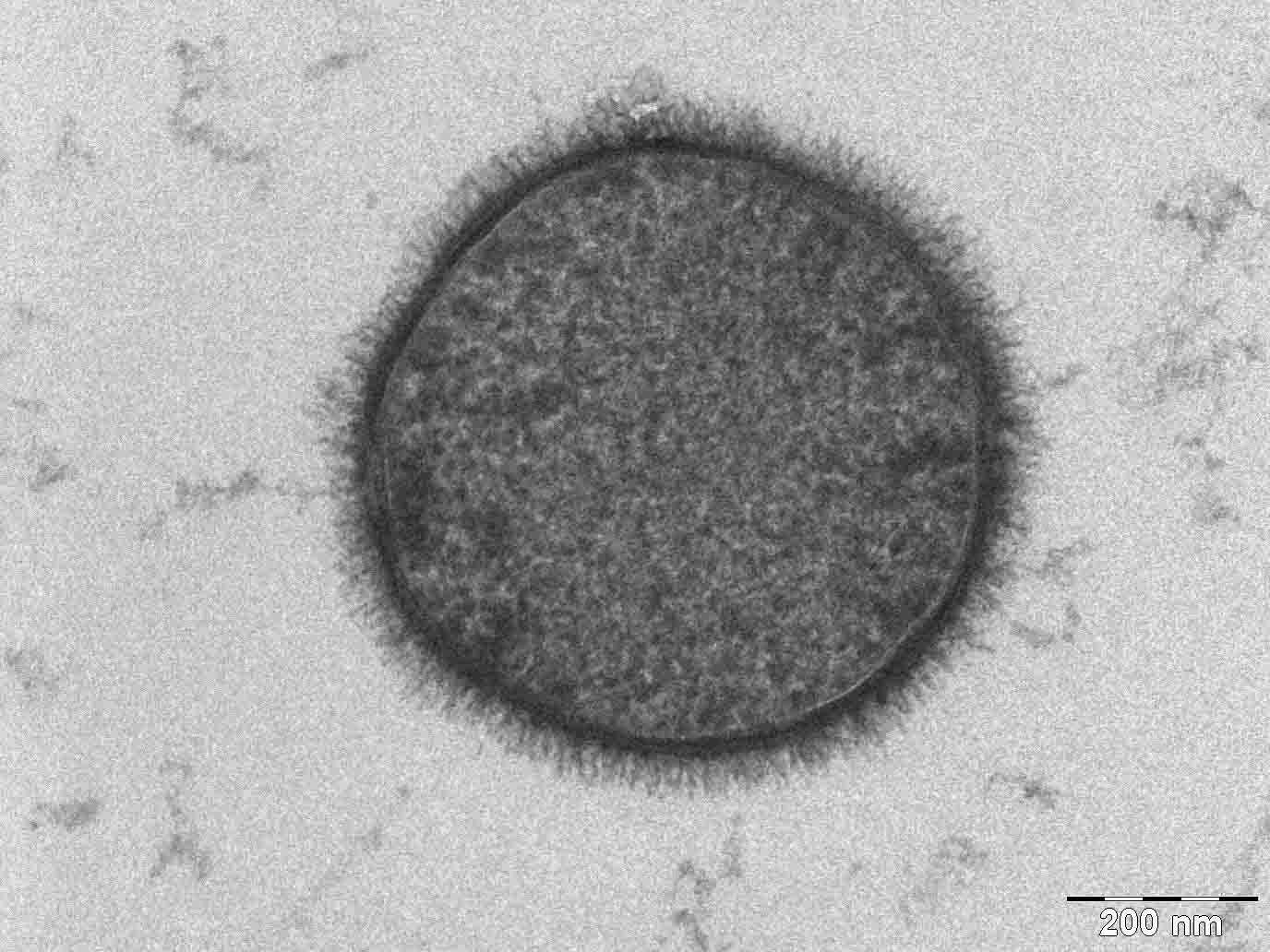
Ультраструктура бактерии Сенная палочка. 200 nm.

Ультраструктура — термин для обозначения наноструктуры биологического объекта. Может применяться по отношению к клеткам, тканям, органам и другим биологическим структурам. Исследование ультраструктуры стало возможно после создания электронного микроскопа и ультрамикроскопии.
Ультраструктурный анализ наравне с молекулярной филогенетикой является надёжным способом классификации организмов.